# Guillermo Celis
Guillermo León Celis Montiel (Sincelejo, 8 de maio de 1993) é um futebolista colombiano que atua como volante. Atualmente defende o Águlias Doradas.